# Lever vi, så lever vi för Herren
Lever vi, så lever vi för Herren är en psalm i den svenska psalmboken. Texten är hämtad från Romarbrevet 14:8 och tonsatt av Lars Åberg år 1977.
Taktart: 4/4
Tonart: D-dur

## Publicerad i
- 1986 års psalmbok som nr 691 under rubriken "Bibelvisor och kanon".